# Vlag van Cherson (oblast)

Vlag van oblast Cherson

De vlag van Cherson bestaat uit drie horizontale banen, een witte tussen twee blauwe. Links van het midden van de vlag staat het wapen van Cherson.
De vlag is sinds 25 oktober 2001 samen met het provinciale wapen het officiële symbool van de oblast Cherson. Het vlagontwerp is een aanpassing van het winnende voorstel van een ontwerpwedstrijd die zeventig inzendingen opleverde. Dit winnende ontwerp werd ingediend door Serhij Sazonov en Joeri Sjtsjepelev.

## Russische bezetting van de oblast Cherson

Vlag van de Russische bezetting van de oblast Cherson

De vlag van de Russische bezetting van de oblast Cherson tijdens de Russisch verzet werd op 23 september 2022 door het hoofd van de militairciviele administratie gehesen. De vlag bestaat uit drie horizontale banen, een witte tussen twee blauwe, met het wapen van de Russische bezetting van de oblast Cherson op het midden van de vlag.

Wapen van de Russische bezetting van de oblast Cherson
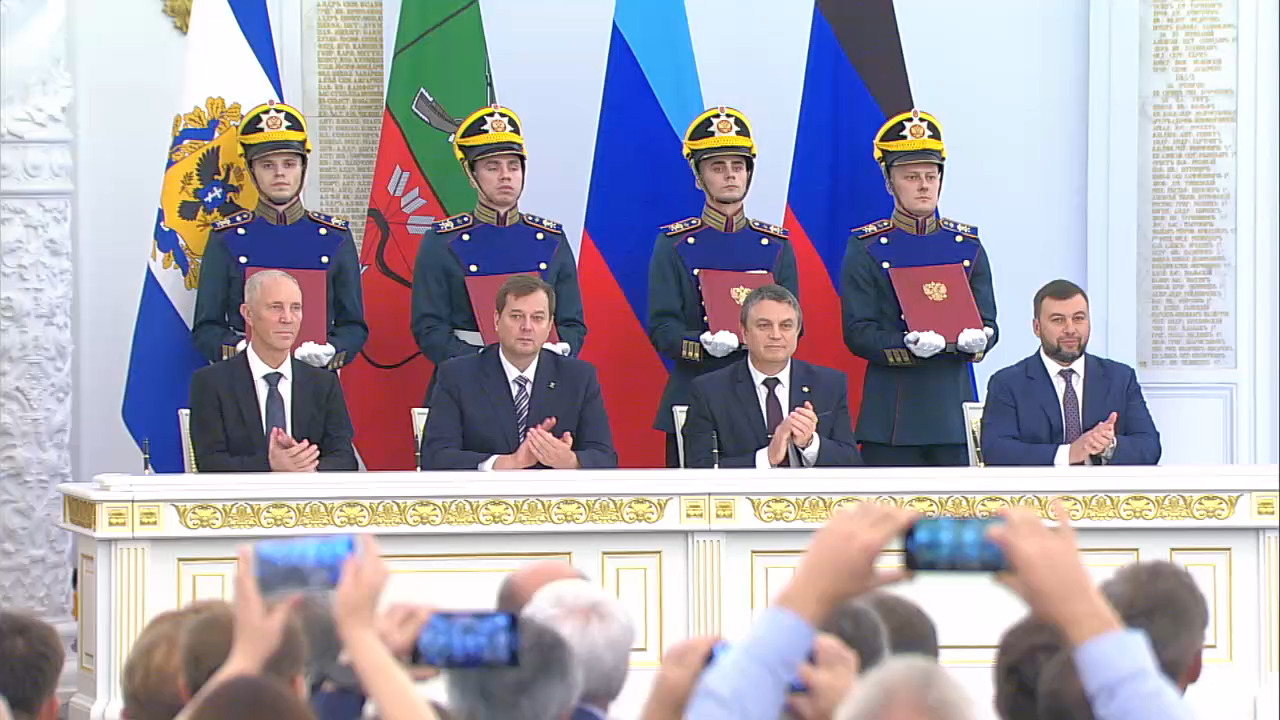
De vlaggen van de vier regio’s van Rusland tijdens de eenwordingsceremonie (van links naar rechts): Cherson, Zaporizja, Loegansk en Donetsk.